# اللغة اللرية
اللرية أو اللورية اللغة (زۊن لٛری أو LORI) يتحدث بها نحو 5 ملايين شخص في إيران (بحسب احصاءات تقريبية في العام 2012)، ولا توجد احصاءات دقيقة عن عدد المتحدثين بها في مناطق أخرى، ولا سيما في العراق. هي أحد فروع اللغات الإیرانية؛ ففي إيران تستخدم في كل من محافظات کرمانشاه، خوزستان، عیلام، لرستان، تشهار محال وبختياري، كهكیلویه وبویر أحمد، ومدينة بهبهان ومناطق متعددة أخرى. من بين الأجناس الآرية الأخرى، فإن «اللر» لديهم علاقة لغوية وثيقة مع الأكراد والأكراد الناطقين بالفارسية، بينما ذكر بعض العلماء أن اللر هم فرع من الأكراد، لكن آخرين يعتقدون أن اللر كانوا مجموعة مستقلة منذ العصور القديمة. على الرغم من أنهم متأثرون بجيرانهم ثقافيًّا،
ترتبط اللرية أيضًا بالكردية؛ هذا الارتباط أكثر وضوحًا في اللغة اللرية الشمالية. كما أن اللهجات اللرية هي سلسلة لغوية بين القطبين الفارسي والكردي.

## بعض كلمات اللغة اللوري
| العربی  | اللوری    | الفارسی |
| ------- | --------- | ------- |
| الآن    | ایسه      | الان    |
| قبلاً    | اوسه      | قبل     |
| الاحمر  | سور       | قرمز    |
| العصر   | ایواره    | عصر     |
| نحن     | ایما      | ما      |
| إنا     | مه        | من      |
| الإنسان | ئایم      | انسان   |
| القمر   | مون، مونگ | ماه     |
| المحافظ | نوئه دار  | محافظ   |
| التفکر  | هول       | فکر     |
| الحافظه | ویر       | یاد     |

## الوضع الحالي للغة اللرية
«اللغة اللرية» هي واحدة من اللغات المعرضة للخطر لأسباب داخلية وخارجية مختلفة، إذ بعض اللغات لديها الفرصة لتصبح أكثر عرضة للخطر بسبب عوامل تطور اللغة، في حين أن لغات أخرى مهددة بشكل متزايد ومهددة بالانقراض بسبب نقص عدد من العوامل. ويبدو أن اللورية واحدة من أكثر اللغات المهددة بالانقراض.
ولعل من أهم العوامل في تأخر اللغة اللرية: الاستخدام المفرط وغير المدروس لطريقة إختيار الكلمات، وتراجع التفاعل بين الناطقين بها ما جعلها تتأثر بشكل كبير باللغات الأخرى في جميع المجالات. ففي السنوات الأخيرة، أصبح جيل جديد من شعوب اللور يجيد اللغة الفارسية بعدًا من اللغة الأصلية، بالإضافة إلى تجنب التواصل باللغة اللرية ولا سيما بين الطبقة المتعلمة والمجتمع الأكاديمي، ما يشكل تهديدًا في بقائها واستمرارها.